# لب جوی
لب جوی (به فارسی تاجیکی: Лабиҷӯй) یک روستا در جماعت روستایی قره‌تاق در ناحیهٔ تورسون‌زاده تاجیکستان است. از لب جوی تا مرکز جماعت ۲۵ کیلومتر، و تا مرکز ناحیه ۳۲ کیلومتر است. جمعیت آن ۷۷ نفر (۲۰۱۷) است.